# Битка на Пинд
Битката на Пинд (на гръцки: Μάχη της Πίνδου) е първото сражение в хода на итало-гръцката война, решаващо за по-нататъшния ѝ ход.
Гръцката армия решава да се окопае на хребета на Пинд и в Западна Македония. Италианската 3-та алпийска дивизия „Джулия“ преминава в решително настъпление в сектор Пинд, но е отблъсната. Не успява да достигне и превземе Мецово, което е основна цел на настъплението. В хода на гръцкото контранастъпление, дивизията не получава навременна подкрепа от италианския резерв и отстъпвайки губи близо 1500 военнослужещи.
Италианската загуба в битката на Пинд, води до това, че бойните действия преминават в позиционни на територията на Албания. .